# 植野堀誠
植野堀 誠（うえのぼり まこと、1986年7月30日 - ）は、熊本県熊本市出身の俳優・タレント・ファッションデザイナーである。本名同じ。血液型A型。身長172cm。旧芸名は植野堀 まこと（読み同じ）。株式会社DIVINE所属。

## 経歴
熊本市立楠中学校、東海大学付属第二高等学校卒業。文化服装学院スタイリスト科中退。
学生時代から雑誌の読者モデルなどをしていたが、2006年4月より村中かずきと共に『森田一義アワー 笑っていいとも!』の13代目いいとも青年隊として活動し、2008年3月28日に卒業した。
2009年、『ミュージカル・テニスの王子様』に一氏ユウジ役で出演。以降は俳優・タレント・モデル・デザイナー・スタイリスト・アートディレクターとして活動の場を広げている。
2011年9月14日にブログにて事務所の移籍を発表と同時に芸名を本名と同じ『植野堀 誠』に変更した。

## 人物・エピソード
- 趣味は洋服のスタイリング、写真、海外旅行。
- 特技は器械体操（体操歴10年）、バク転、ヴァイオリン(8年)、ダブルタッチ、バスケ(10年)、英会話、NBAの解説。
- 好きな食べ物はもずく、グミ。
- 雑誌『NO!（エヌオー）熊本版』の読者モデルをしていた頃、その雑誌のカッコイイ男ランキング1位になったことがある（2005年）。またそれ以外の男性誌の読者モデルなどもしていた。
- 服飾専門学校のスタイリスト科に通っていたため、かなりのお洒落であることは共演者・ファンからも認知されている。
- 同郷のスザンヌとは中学時代同じ塾の仲間だった。また、上田桃子は高校の同級生である。
- 服飾専門学校での経験を活かし、自身のブランド「SEVEN SINS HOLLYWOOD」を立ち上げ、ファッションデザイナーとしても活躍中である。

## 出演
※太字は、主役・メインキャラクター

### 舞台
2009年
- ミュージカル テニスの王子様 - 一氏ユウジ（Bキャスト） 役
  - The Treasure Match 四天宝寺 feat.氷帝（2009年2月 - 3月）
  - Dream Live 6th（2009年5月）
  - The Final Match 立海first feat.四天宝寺（2009年7月 - 10月）
  - Dream Live 7th（2010年5月）
- *pnish* vol.11 「マハラジャモード」（2009年10月 - 11月、神戸/東京/名古屋） - パールヴァティ 役
- タクミくんシリーズ 「そして春風にささやいて」（2009年12月9日 - 13日、築地ブディストホール） - 野崎大介 役

2010年
- うわさの家族（2010年4月6日 - 11日、笹塚ファクトリー） -  主演 鈴木大輔 役 ※磯貝龍虎とWキャスト
- 青面獣楊志（2010年6月23日 - 27日、中目黒キンケロ・シアター） - 阮小五 役
- 朗読劇「モスリラ」（2010年7月16日 - 19日、SESSION HOUSE） - アキラ / 守 役
- 秘密の花園 The Secret Garden（2010年8月6日、シアターグリーン BOX in BOX THEATER） - ロドマン 役
- D'TOT vol.1 「FROG 新撰組 Jade Keeper」（2010年9月8日 - 12日、新宿スペース107） - 主演 山崎丞 役
- ふしぎ遊戯（2010年10月20日 - 24日、中野ザ・ポケット） - 星宿 役
- OASIS（2010年12月7日 - 12日、シアターグリーン） - 主演 アカメ 役
- EVE〜歴史の傍観者〜2012（2010年12月25日、中野ザ・ポケット） ※鈴木拡樹と日替わりゲスト

2011年
- ニコニコミュージカル第5弾『DEAR BOYS』（2011年4月30日 - 5月8日、シアター1010） - 主演 哀川和彦 役
- Dragon Question!（2011年6月29日 - 7月3日、シアターグリーン） - 主演 坂巻まこと 役
- スーパーミュージカル「聖闘士星矢」（2011年7月28日 - 31日、全労済ホールスペース・ゼロ） - ドラゴン紫龍 役
- スーパーミュージカル『聖闘士星矢』再公演（2011年12月22日 - 25日 天王洲 銀河劇場）- ドラゴン紫龍 役

2012年
- 努力しないで出世する方法（2012年2月21日 - 26日、恵比寿・エコー劇場）
- D'TOT vol.4 「FRAG 新撰組Bloodsucker Behind」（2012年5月23日 - 27日、シアターサンモール） - 近藤周平 / 岡田以蔵 役
- 最後の五人のアッコちゃんから、一人の新たなひみつのアッコちゃんへ（2012年9月19日 - 23日、新宿シアターブラッツ） - 高見沢 役
- ベースボーーール ハムレット！（2012年11月21日、東京タワー タワーホールA1） - パック / オフィーリア 役 ※日替わりゲスト

2013年
- D'TOT vol.5「FROG－新撰組寄留記－」（2013年2月1日 - 4日、六行会ホール） -主演 山崎丞 役
- へなちょこヴィーナス（2013年4月17日 - 21日、TACCS1179）
- The Tempest テンペスト 望んだものは、灼熱の沈黙－（2013年6月28日 - 30日、シアターグリーン BIG TREE THEATER）※衣装も担当
- 火男の火（2013年8月3日 - 6日、紀伊國屋ホール）※ゲスト出演
- 飛龍伝21〜殺戮の秋〜（2013年10月5日 - 20日、青山劇場）

2014年
- ブラックコメディSF「スタア」（2014年2月27日 - 3月2日、六行会ホール）
- 「６月のパンティ」〜乙女より乙女な乙女心〜（2014年7月4日 - 13日、下北沢Geki地下リバティ）
- 番外公演『熱血戦隊！ハートレンジャー！』（2014年12月10日 - 14日、ワーサルシアター八幡山） ※ゲスト出演

2015年
- あまもり（2015年4月1日 - 5日、東京芸術劇場 シアターウエスト） ※衣装デザインにも協力
- ハンサム落語 第六幕（2015年7月2日 - 5日、CBGKシブゲキ!!）[2]
- WORLD（2015年7月30日 - 8月2日、東京芸術劇場シアターイースト） - アレク 役
- MAMORU（2015年9月16日 - 22日、シアターKASSAI） - 福村聡 役
- BIOHAZARD THE STAGE（2015年10月 - 11月、EX THEATER ROPPONGI） - マシュー・ラッセル 役 ※ 大倉士門とWキャスト

2016年
- 演劇企画ユニット 劇団山本屋「5号」SUPER NATURAL BLUE ~別の言葉で何と言うの~　ゲスト出演（2016年9月22日 - 27日、あうるすぽっと）

2017年
- D’TOT 7th Act 舞台「緋色八犬伝」（2017年2月2日 - 5日、博品館劇場） - 犬坂毛野 役[3]
- STELLA　WORKS 「花魁の首」 (2017年7月12日 - 17日、新宿村LIVE）
- HYBRID PROJECT Vol.16 「さよならヨールプッキ」（2017年9月6日 - 10日、シアターサンモール） - アインシュタイン 役

2018年
- RAMPO chronicle特別公演「怪人二十面相」（2018年1月10日 - 12日、六行会ホール） - 赤井寅三 役
- 舞台「Battle Butler」（2018年6月27日 - 7月1日、六行会ホール） - 涼風隼人 役
- 刀屋壱×劇団PIS★TOL「BURRRN!!!無稽本能寺」（2018年8月15日-18日、月島社会教育会館） - 高山右近 役

2020年～
- 『ヒプノシスマイク-Division Rap Battle-』Rule the Stage -track.3- （2020年10月2日 - 11日、TOKYO DOME CITY HALL） - 大蜘蛛弾襄 役[4]
- 『ヒプノシスマイク-Division Rap Battle-』Rule the Stage -Battle of Pride-（2021年8月14日・15日、大阪公演 / 8月24日・25日、神奈川公演） - 大蜘蛛弾襄 役[5]
- 『ヒプノシスマイク -Division Rap Battle-』 Rule the Stage 《Buster Bros!!! ＆ Bad Ass Temple feat. 糸の会 ＆ WESTEND-MAFIA》（2025年10月18日 - 24日、Kanadevia Hall） - 大蜘蛛弾襄 役[6]
- 『ヒプノシスマイク -Division Rap Battle-』Rule the Stage《Hypnosis Delight Fes.》（2025年10月25日・26日〈予定〉、Kanadevia Hall） - 大蜘蛛弾襄 役[7]

### 映画
- 愛の言霊〜世界の果てまで〜 （2010年） - 佐々木裕文 役
- CRAZY-ISM クレイジズム（2011年 監督：窪田将治） - 上野一成 役
- 夜明け前 朝焼け中（2013年 監督：窪田将治） - 伊東譲二 役

### テレビドラマ
- ナイトヒーローNAOTO 第4話（2016年7月7日、テレビ東京） - ゲスト出演
- TOKYO VICE 第8話（2022年6月12日 、HBO Max・WOWOW）

### バラエティ番組
- 森田一義アワー 笑っていいとも!（2006年4月3日 - 2008年3月28日）

### Web配信
- 公式チャンネル「MAKOTO CHANNEL」（2019年4月～不定期配信、ニコニコチャンネル）[8]

### モデル
- アパレルブランド「SOYOUS」 レギュラーモデル

### 写真集
- 植野堀まことフォトブック 「1 first」（2009年8月5日、スタジオワープ）
- 植野堀まことフォトブック 「carefree」（2010年1月25日、スタジオワープ）
- 『失恋男子-シツレンバナシ-』第2弾（2018年2月14日、Atelier caprice orchestra）[9]
- 『ヒプノシスマイク-Division Rap Battle-』Rule the Stage -track.3- ビジュアルブック（2021年5月12日、ネルケプランニング）